# Рюдзодзи Иэудзи
Рюдзодзи Иэудзи (яп. 龍造寺 家氏) — японский военачальник периодов Муромати и Сэнгоку, 13-й глава рода Рюдзодзи.

## Биография
Родился в семье Рюдзодзи Иэхидэ, 12-го главы рода Рюдзодзи и кокудзина (землевладельца) провинции Хидзэн.
Рюдзодзи были одной из мелких феодальных семей в провинции Хидзэн, но когда господский род Сёни ослаб из-за конфликта с родом Оути, они смогли относительно усилить свою власть Хидзэне.
Иэудзи был глубоко религиозен и основал храм Дзуйо-дзи в Саге. После смерти Рюдзодзи Иэудзи семейное главенство унаследовал его пятый сын Ясуиэ.

## Семья
Дети от неизвестной матери:
- Рюдзодзи Иэсада, старший сын
- Рюдзодзи Иэмаса, второй сын
- Рюдзодзи Садааки, третий сын
- Рюдзодзи Иэцугу, четвёртый сын
- Рюдзодзи Ясуиэ, пятый сын